# Hans Gruber (Pädagoge)
Hans Gruber (* 24. August 1960 in Bobingen) ist ein deutscher Erziehungswissenschaftler und Schachkomponist. Er lehrt als Professor an der Universität Regensburg und war von 2006 bis 2014 Vorsitzender der deutschen Vereinigung für Problemschach. Zudem erhielt er Auszeichnungen als Zither-Interpret und ist Langstreckenläufer.

## Leben und Wirken

### Wissenschaftliche Karriere
Gruber studierte Psychologie, Pädagogik und Literaturwissenschaft an der Universität München und wurde 1991 promoviert. 1998 habilitierte er sich in München und wurde im selben Jahr Professor für Erziehungswissenschaften an der Universität Regensburg. Im Jahr 2000 erhielt er einen der dortigen Lehrstühle für Allgemeine Pädagogik. 2002 wurde er zum Nachfolger von Heinz Mandl auf den Lehrstuhl für Pädagogische Psychologie und Empirische Pädagogik an der LMU München berufen. Obwohl er seine Ernennungsurkunde vom Bayerischen Staatsministerium für Wissenschaft und Kultus aus der Hand von Staatsminister Hans Zehetmair bereits erhalten hatte, lehnte er den Ruf ab. Seit 2007 war Gruber als Gastprofessor und in anderen Funktionen an der Fakultät für Erziehungswissenschaften der Universität Turku in Finnland. Gruber war von 2015 bis 2017 Präsident der European Association for Research on Learning and Instruction (EARLI). Seither ist er Chefredakteur des Rezensionsjournals Educational Research Review.
2015 erhielt er eine Ehrendoktorwürde der Universität Turku.

### Schachkompositionen
|   | a | b | c | d | e | f | g | h |   |
| 8 |   |   |   |   |   |   |   |   | 8 |
| 7 |   |   |   |   |   |   |   |   | 7 |
| 6 |   |   |   |   |   |   |   |   | 6 |
| 5 |   |   |   |   |   |   |   |   | 5 |
| 4 |   |   |   |   |   |   |   |   | 4 |
| 3 |   |   |   |   |   |   |   |   | 3 |
| 2 |   |   |   |   |   |   |   |   | 2 |
| 1 |   |   |   |   |   |   |   |   | 1 |
|   | a | b | c | d | e | f | g | h |   |

Beweispartie in 8,5 Zügen
1985 wurde Gruber zum Internationalen Preisrichter für Schachkomposition ernannt.
Hans Gruber komponierte nebenstehende Retroaufgabe, eine Beweispartie in 8,5 Zügen (Stellung nach dem 9. Zug von Weiß). Wie verlief die Partie?
Dazu gibt es zwei Lösungen:
- 1. e4 f6 2. Le2 Kf7 3. Lg4 Kg6 4. Lh3 Kg5 5. f4+ Kh6 6. Kf2 Kg6 7. Kg3 Kf7 8. Kh4 Ke8 9. Dh5+
- 1. f4 f6 2. Kf2 Kf7 3. Kg3 Ke6 4. Kh4 Kd5 5. e4+ Kd6 6. Le2 Ke6 7. Lg4 Kf7 8. Lh3 Ke8 9. Dh5+

Thema ist ein Temporundlauf des schwarzen Königs in Doppelsetzung.